# Grammy Awards 1979
La 21ª edizione dei Grammy Award si è tenuta il 15 febbraio 1979 presso lo Shrine Auditorium di Los Angeles, ed è stata condotta da John Denver.

## Vincitori e candidati

### Assoluti

#### Registrazione dell'anno
- Just the Way You Are - Billy Joel; Phil Ramone (produttore)
- Baker Street - Gerry Rafferty; Hugh Murphy & Gerry Rafferty (produttori)
- Feels So Good - Chuck Mangione; Chuck Mangione (produttore)
- Stayin' Alive - Bee Gees; Bee Gees, Albhy Galuten & Karl Richardson (produttori)
- You Needed Me - Anne Murray; Jim Ed Norman (produttore)

#### Album dell'anno
- Saturday Night Fever (colonna sonora) - Vari Artisti
- Even Now - Barry Manilow
- Grease (colonna sonora) - Vari Artisti
- Running on Empty - Jackson Browne
- Some Girls - The Rolling Stones

#### Canzone dell'anno
- Just the Way You Are, scritta e cantata da Billy Joel
- Stayin' Alive, scritta da Barry Gibb, Robin Gibb, Maurice Gibb, cantata dai Bee Gees
- Three Times a Lady, scritta da Lionel Richie, cantata dai Commodores
- You Don't Bring Me Flowers, scritta da Neil Diamond, Alan Bergman e Marilyn Bergman, cantata da Neil Diamond e Barbra Streisand
- You Needed Me, scritta da Randy Goodrum, cantata da Anne Murray

#### Miglior artista esordiente
- A Taste of Honey
- The Cars
- Elvis Costello
- Chris Rea
- Toto

### Per l'infanzia

#### Miglior registrazione per bambini
- The Muppet Show
- Charlie Brown's All-Stars
- Peter and the Wolf - David Bowie e la Philadelphia Orchestra
- Sesame Street Fever

### Musica classica

#### Miglior interpretazione di un'orchestra classica
- Beethoven: Symphonies (9) (Complete) - Herbert von Karajan e la Berliner Philharmoniker
- Stravinsky: The Rite of Spring - Zubin Mehta e la New York Philharmonic
- Shostakovich: Symphony No. 5 - André Previn e la Chicago Symphony Orchestra
- Rachmaninoff: Symphony No. 1 in D Minor - Leonard Slatkin e la Saint Louis Symphony
- Messiaen: Turangalila Symphony - André Previn e la London Symphony Orchestra
- Mendelssohn: Symphonies (5) (Complete) - Kurt Masur e la Leipzig Gewandhaus Orchestra
- Mahler: Symphony No. 9 in D Major - Claudio Abbado e la Wiener Philharmoniker
- Holst: The Planets - Neville Marriner e la Concertgebouw Orchestra
- Bruckner: Symphony No. 9 in D Minor - Carlo Maria Giulini e la Chicago Symphony Orchestra
- Varèse: Ameriques; Arcana; Ionisation (Boulez Conducts Varese) - Pierre Boulez e la New York Philharmonic

#### Miglior interpretazione vocale solista di musica classica
- Luciano Pavarotti - Hits From Lincoln Center - Luciano Pavarotti
- Favorite Zarzuela Arias - Teresa Berganza
- The Legend: The Unreleased Recordings - Maria Callas
- Wagner: Arias - Dietrich Fischer-Dieskau
- Ravel: Sheherazade - Marilyn Horne
- Brahms: Spring Rhapsody - Christa Ludwig
- Mussorgsky: Songs and Dances of Death - Galina Višnevskaja

#### Miglior registrazione operistica
- Lehár: The Merry Widow - Julius Rudel, Beverly Sills, Alan Titus e la New York City Opera Orchestra

#### Miglior interpretazione corale di musica classica (opera esclusa)
- Beethoven: Missa Solemnis - Georg Solti, Margaret Hillis e la Chicago Symphony Orchestra & Chorus

#### Miglior interpretazione strumentale solista di musica classica (con orchestra)
- Rachmaninoff: Piano Concerto No. 3 in D Minor, Op. 30 - Vladimir Horowitz, la New York Philharmonic e Eugene Ormandy (direttore)
- Brahms: Violin Concerto in D Major, Op. 77 - Itzhak Perlman, la Chicago Symphony Orchestra e Carlo Maria Giulini (direttore)
- Chopin: Piano Concerto No. 2 in F Minor, Op. 21 - Emanuel Ax, la Philadelphia Orchestra e Eugene Ormandy (direttore)
- Dvořák: Cello Concerto in B Minor, Op. 104, BB. 191, Saint-Saëns: Cello Concerto No. 1 in A Minor, Op. 33 - Mstislav Rostropovič, la London Philharmonic Orchestra e Carlo Maria Giulini (direttore)
- Mozart: Piano Concerto No. 21 in C Major, K. 467, Piano Concerto No. 9 in E Flat Major, K. 271 - Murray Perahia (solista e direttore) e la English Chamber Orchestra
- Vaughan Williams: Tuba Concerto in F Minor - Emanuel Ax, la Philadelphia Orchestra e Eugene Ormandy (direttore)

#### Miglior interpretazione strumentale solista di musica classica (senza orchestra)
- The Horowitz Concerts 1977/1978 - Vladimir Horowitz
- Bach: Italian Concerto; Choral Prelude;Prelude S922; Chromatic Fantasia and Fugue; Fantasy and Fugue - Alfred Brendel
- Beethoven: The Late Piano Sonatas - Maurizio Pollini
- Beethoven: Variations on a Waltz by Diabelli - Charles Rosen
- Debussy: Preludes for Piano, Books I and II - Paul Jacobs
- Liszt: 12 Transcendental Etudes and 3 Etudes de Concert - Claudio Arrau
- Rudolf Serkin of Television - Rudolf Serkin

#### Miglior interpretazione di musica da camera
- Beethoven: Sonatas for Violin and Piano (Complete) - Itzhak Perlman e Vladimir Aškenazi
- Bartók: Quartet No. 2 for Strings, Op. 17; Quartet No. 6 - Tokyo String Quartet
- Duets for 2 Violins - Itzhak Perlman e Pinchas Zukerman
- John Williams and Friends - John Williams, Carlos Bonell, Brian Gascione, Morris Pert e Keith Marjoram
- Mozart: Quartets for Piano and Strings - Arthur Rubinstein e i membri del Guarneri Quartet
- Schubert: Quintet in C Major for Strings - Melos Quartet e Mstislav Rostropovič
- The Art of the Recorder - David Munrow (direttore), David Munrow Recorder Consort e i membri della Early Music Consort of London

#### Miglior album di musica classica
- Brahms: Concerto for Violin in D Major - Carlo Maria Giulini e la Chicago Symphony Orchestra
- Dvořák: Symphony No. 9 in E Minor (New World) - Carlo Maria Giulini e la Chicago Symphony Orchestra
- Mahler: Symphony No. 4 in G Major - Claudio Abbado e la Wiener Philharmoniker
- Sibelius: Symphonies (Complete) - Colin Davis e la Boston Symphony Orchestra
- Beethoven: Symphonyies (9) (Complete) - Herbert von Karajan e la Berliner Philharmoniker
- Nielsen: Maskarade - John Frandsen e la Danish Radio Symphony Orchestra and Chorus
- Bach: Mass in B Minor - Neville Marriner e l'Academy of Saint Martin-in-the-Fields
- Rachmaninoff: Concerto No. 3 in D Minor for Piano - Horowitz Golden Jubilee - Vladimir Horowitz  (direttore), Eugene Ormandy e la New York Philharmonic

### Canzone umoristica

#### Miglior album umoristico
- A Wild and Crazy Guy - Steve Martin
- On Stage - Lily Tomlin
- Sex and Violins - Martin Mull
- The Wizard of Comedy - Richard Pryor
- The Rutles - The Rutles

### Composizione e arrangiamento

#### Miglior composizione strumentale
- Theme From Close Encounters of the Third Kind - John Williams

#### Miglior colonna sonora originale scritta per un film o uno speciale televisivo
- Close Encounters of the Third Kind - John Williams
- Holocaust - Morton Gould
- Battlestar Galattica - Stu Phillips, John Andrew Tartaglia, Sue Collins, Glen A. Larson
- Midnight Express - Giorgio Moroder, Christine Bennett, David Castle, Billy Hayes, Oliver Stone
- Revenge of the Pink Panther - Henry Mancini, Leslie Bricusse

#### Miglior arrangiamento strumentale
- The Wiz Main Title - Overture Part One - Quincy Jones e Robert L. Freedman

#### Miglior arrangiamento strumentale e vocale
- Got to Get You into My Life - Maurice White

#### Miglior arrangiamento per voci
- Stayin' Alive - Bee Gees
- Cry Me a River - Singers Unlimited
- High Clouds - Vocal Jazz Inc.
- Rotunda - McCoy Tyner
- Stuff Like That - Quincy Jones

### Musica country

#### Miglior interpretazione vocale femminile di musica country
- Here You Come Again (singolo) - Dolly Parton
- Talking in Your Sleep - Crystal Gayle
- Quarter Moon in a Ten Cent Town - Emmylou Harris
- Sleeping Single in a Double Bed - Barbara Mandrell
- Walk Right Back - Anne Murray

#### Miglior interpretazione vocale maschile di musica country
- Georgia on My Mind - Willie Nelson
- I've Always Been Crazy - Waylon Jennings
- Let's Take the Long Way Around the World - Ronnie Milsap
- Take This Job and Shove It - Johnny Paycheck
- Softly, as I Leave You - Elvis Presley
- Love or Something Like It - Kenny Rogers

#### Miglior interpretazione vocale di un duo o gruppo di musica country
- Mamas, Don't Let Your Babies Grow Up to Be Cowboys - Waylon Jennings e Willie Nelson
- Anyone Who Isn't Me Tonight - Kenny Rogers e Dottie West
- Cryin' Again - Oak Ridge Boys
- Do You Know You Are My Sunshine - The Statler Brothers
- If the World Ran Out of Love Tonight - Jim Ed Brown ed Helen Cornelius
- On My Knees - Charlie Rich e Janie Fricke

#### Miglior interpretazione strumentale di musica country
- One O'Clock Jump - Asleep at the Wheel
- Banjo Bandits - Roy Clark e Buck Trent
- Cookin' Country - Danny David e i Nashville Brass
- Steel Guitar Rag - Roy Clark
- Under the Double Eagle - Doc Watson e Merle Watson

#### Miglior canzone country
- The Gambler - Kenny Rogers
- Every Time Two Fools Collide - Kenny Rogers e Dottie West
- Let's Take the Long Way Around the World - Ronnie Milsap
- Mamas, Don't Let Your Babies Grow Up to Be Cowboys - Waylon Jennings e Willie Nelson
- Take This Job and Shove It - Johnny Paycheck

### Folk

#### Miglior registrazione di musica etnica o tradizionale
- I'm Ready - Muddy Waters
- Chicago Blues at Home - AA.VV.
- Clifton Chenier and His Red Hot Louisiana Band in New Orleans - Clifton Chenier
- I Hear Some Blues Downstairs - Fenton Robinson
- U.S.A. - Memphis Slim & His House Rockers feat. Matt "Guitar" Murphy

### Gospel

#### Miglior interpretazione di musica gospel tradizionale
- Refreshing - The Happy Goodman Family
- Elvis' Favorite Gospel Songs - J.D. Summer & the Stamps Quartet
- His Amazing Love - Blackwood Brothers
- Sunshine and Roses - Cathedral Quartet
- The Old Rugged Cross - George Beverly Shea

#### Miglior interpretazione di musica gospel contemporanea o ispirazionale
- What a Friend - Larry Hart
- Come On, Ring Those Bells - Evie
- Imperials Live - The Imperials
- Destined To Be Yours - McGuire
- The Lady Is A Child - Reba

#### Miglior interpretazione di musica soul-gospel tradizionale
- Live and Direct - Mighty Clouds of Joy
- Amazing Grace - Gladys McFadden e le Loving Sisters
- I Don't Feel Noways Tired - James Cleveland & the Southern California Community Choir, Doretha Wade (direttrice)
- Special Appearance - Rev. Isaac Douglas feat. the San Francisco Community Singers
- Tomorrow - James Cleveland & the Charles Fold Singers, Charles Fold (direttore)

#### Miglior interpretazione di musica soul contemporanea
- Live in London - Andraé Crouch & the Disciples
- Because He's Jesus - Highland Park Community Choir, Inc.
- Danniebelle Live In Sweden with Choralerna - Danniebelle e i Choralerna
- Love Alive II - Walter Hawkins
- Reach Out and Touch - Shirley Caesar
- You Light Up My Life - Loleatta Holloway

#### Miglior interpretazione di musica ispirazionale
- Happy Man - B. J. Thomas
- Behold' - Billy Preston
- First Class - The Boones
- Goin' Up In Smoke - Larry Hart
- He Touched Me - Tennessee Ernie Ford
- Precious Memories - Anita Kerr

### Incisioni storiche

#### Miglior ripubblicazione di un album storico
- The Lester Young Story, Vol. 3 (Lester Young) - Michael Brooks (produttore)
- A Bing Crosby Collection, Vols. I & II (Bing Crosby) - Michael Brooks (produttore)
- The First Recorded Sounds 1888 to 1929 (AA.VV) - George Garabedian (produttore)
- The Greatest Group of Them All (The Ravens) - Bob Porter (produttore)
- La Divina (Maria Callas) - Peter Andry e Walter Legge (produttori)

### Jazz

#### Miglior interpretazione strumentale jazz solista
- Oscar Peterson Jam - Montreux '77 - Oscar Peterson

#### Miglior interpretazione strumentale jazz di un gruppo
- Friends - Chick Corea

#### Miglior interpretazione strumentale jazz di una big band
- Live in Munich - Thad Jones/Mel Lewis Orchestra

#### Miglior interpretazione vocale jazz
- All Fly Home - Al Jarreau

### Musica latina

#### Miglior registrazione di musica latina
- Homenaje a Beny Moré - Tito Puente
- Lucumi, Macumba, Voodoo - Eddie Palmieri
- Coro Miyare - Fania All-Stars
- Laurindo Almeida Trio - Laurindo Almeida
- Mongo a la Carte - Mongo Santamaría
- La Raza Latina - Orchestra Harlow

### Spettacoli musicali

#### Miglior album di un cast di uno spettacolo
- Ain't Misbehavin' - Thomas Shepard
- Beatlemania
- The Best Little Whorehouse in Texas
- The King and I
- On the Twentieth Century

### Formati

#### Miglior package di un album
- Boys in the Trees (Carly Simon) - Johnny Lee e Tony Lane
- Heads (Bob James) - John Berg e Paula Scher
- The Cars (The Cars) - Ron Coro
- Out of the Woods (Oregon) - Ron Coro e Johnny Lee
- Last Kiss (Fandango) - Gribitt e Tim Bryant
- Bruce Roberts (Bruce Roberts) - Tony Lane
- Children of Sanchez (Chuck Mangione) - Juni Osaki
- Non-Fiction (Steve Kuhn) - Barbara Wojirsch

#### Migliori note di un album
- Charlie Parker: The Complete Savoy Sessions (Charlie Parker) - Bob Porter e James Patrick
- Giants of Jazz: Billie Holiday (Billie Holiday) - Melvin Maddocks
- Giants of Jazz: Duke Ellington (Duke Ellington) - Dan Morgenstern e Stanley Dance
- The Magical Music of Walt Disney (Artisti vari) - Dick Schory
- Hoagy Carmichael: A Legendary Performer and Composer (Hoagy Carmichael) - Richard M. Sudhalter

### Pop

#### Miglior interpretazione vocale pop femminile
- You Needed Me - Anne Murray
- Hopelessly Devoted to You - Olivia Newton-John
- You Belong to Me - Carly Simon
- You Don't Bring Me Flowers - Barbra Streisand
- MacArthur Park - Donna Summer

#### Miglior interpretazione vocale pop maschile
- Copacabana (At the Copa) - Barry Manilow
- Baker Street - Gerry Rafferty
- I Just Wanna Stop - Gino Vannelli
- Running on Empty - Jackson Browne
- Sometimes When We Touch - Dan Hill

#### Miglior interpretazione vocale pop di un duo, gruppo o coro
- Saturday Night Fever - Bee Gees
- Three Times A Lady - Commodores
- Got To Get You Into My Life - Earth, Wind & Fire
- The Closer I Get to You - Roberta Flack e Donny Hathaway
- FM (No Static At All) - Steely Dan

#### Miglior interpretazione pop strumentale
- Children of Sanchez - Chuck Mangione
- Guitar Monsters - Chet Atkins e Les Paul
- Star Wars e Close Encounters of the Third Kind - Zubin Mehta e la Los Angeles Philharmonic Orchestra
- The Pink Panther Theme ('78) - Henry Mancini
- Close Encounters of the Third Kind - John Williams

### Produzione e ingegneria del suono

#### Miglior produzione di una registrazione, non classica
- FM (No Static At All) (Steely Dan) - Roger Nichols e Al Schmitt (ingegneri del suono)
- All 'N All (Earth, Wind & Fire) - George Massenburg (ingegnere del suono)
- Close Encounters of the Third Kind (John Williams) - John Neal (ingegnere del suono)
- Pyramid (The Alan Parsons Project) - Alan Parsons (ingegnere del suono)
- Sounds...and Stuff Like That!! (Quincy Jones) - Bruce Swedien (ingegnere del suono)
- A Tribute to Ethel Waters (Diahann Carroll) - Allen Sides e John Neal (ingegneri del suono)

#### Miglior produzione di una registrazione, musica classica
- Varese: Ameriques/Arcana/Ionisation (Boulez Conducts Varese) - Arthur Kendy, Edward T. Graham, Ray Moore (ingegneri del suono), Pierre Boulez (direttore) e la New York Philharmonic

#### Produttore dell'anno
- Bee Gees, Albhy Galuten e Karl Richardson
- Peter Asher
- Phil Ramone
- Quincy Jones
- Alan Parsons

### R&B

#### Miglior interpretazione vocale R&B femminile
- Last Dance - Donna Summer
- I Love the Nightlife (Disco 'Round) - Alicia Bridges
- Our Love - Natalie Cole
- Minnie - Minnie Riperton
- Almighty Fire - Aretha Franklin
- I'm Every Woman - Chaka Khan

#### Miglior interpretazione vocale R&B maschile
- On Broadway - George Benson
- Close the Door - Teddy Pendergrass
- Dance With Me - Peter Brown
- I Can See Clearly Now - Ray Charles
- When You Hear Lou, You've Heard It All - Lou Rawls

#### Miglior interpretazione vocale R&B di un duo, gruppo o coro
- All 'N All - Earth, Wind & Fire
- Boogie Oogie Oogie - A Taste of Honey
- Ease on Down the Road - Diana Ross e Michael Jackson
- Natural High - Commodores
- Use ta Be My Girl - The O'Jays

#### Miglior interpretazione R&B strumentale
- Runnin - Earth, Wind & Fire
- Images - The Crusaders
- Modern Man - Stanley Clarke
- Streetwave - Brothers Johnson
- Sweet and Sour - Average White Band

#### Miglior canzone R&B
- Last Dance, scritta da Paul Jabara, eseguita da Donna Summer
- Use Ta Be My Girl, scritta da Kenneth Gamble e Leon Huff, eseguita da The O'Jays
- Fantasy, scritta da Maurice White, Eddie del Barrio e Verdine White, eseguita da Earth, Wind & Fire
- Boogie Oogie Oogie, scritta da Perry Kibble e Janice Marie Johnson, eseguita da A Taste of Honey
- Dance, Dance, Dance (Yowsah, Yowsah, Yowsah), scritta da Bernard Edwards, Kenny Lehman e Nile Rodgers, eseguita da Chic

### Album parlati

#### Miglior album parlato
- Citizen Kane (Original Motion Picture Soundtrack)- Orson Welles
- Wuthering Heights - Judith Anderson, Claire Bloom, James Mason, George Rose & Gordon Gould
- The Grapes of Wrath - Henry Fonda
- The Nixon Interviews with David Frost - Richard Nixon e David Frost
- Roots (Original Television Soundtrack) - AA.VV.